# 44711 Carp
44711 Carp este un asteroid din centura principală de asteroizi.

## Descriere
44711 Carp este un asteroid din centura principală de asteroizi. A fost descoperit pe 3 octombrie 1999 la Kuma Kogen de Akimasa Nakamura. El prezintă o orbită caracterizată de o semiaxă mare de 2,25 ua, o excentricitate de 0,24 și o înclinație de 5,3° în raport cu ecliptica.